# Callitula ferrierei
Callitula ferrierei är en stekelart som beskrevs av Boucek 1964. Callitula ferrierei ingår i släktet Callitula och familjen puppglanssteklar.
Artens utbredningsområde är:
- Bulgarien.
- Tjeckien.
- Slovakien.
- Tyskland.
- Nederländerna.
- Sverige.
- Moldavien.

Arten är reproducerande i Sverige. Inga underarter finns listade.